# Pentaaninterferentie

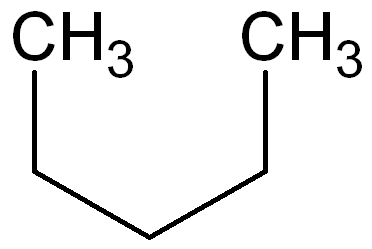
Specifieke conformatie van n-pentaan die leidt tot pentaaninterferentie.

Pentaaninterferentie of syn-pentaaninteractie is een vorm van sterische hindering die de 2 terminale methylgroepen ondervinden in een welbepaalde conformatie van n-pentaan. Het treedt op wanneer n-pentaan (als alleenstaande molecule of als onderdeel van een molecule) wordt geconformeerd als een bijna-cyclische verbinding (waarvoor de facto 6 koolstofatomen nodig zijn). Hierdoor naderen de vanderwaalsstralen van de terminale methylgroepen elkaar zodanig, dat ze een relatieve afstoting veroorzaken. Dit zorgt ervoor dat dergelijke conformaties energetisch ongunstig zijn.
De mogelijke combinaties van conformaties die leiden tot een pentaaninterferentie zijn:
- anti-anti
- anti-gauche+
- gauche+ - gauche+
- gauche+ - gauche−

Hiervan is de laatste interactie het meest energetisch ongunstig.
Los van de interactie tussen de eindstandige methylgroepen treedt over de bindingen tussen de koolstofatomen 2 en 3 en over die tussen koolstofatomen 3 en 4 een geëclipseerde conformatie op, wat ook energetisch ongunstig is.